# Blackbirds (film 1920)
Blackbirds è un film muto del 1920 diretto da John Francis Dillon. Prodotto e distribuito dalla Realart Pictures Corporation, aveva tra gli interpreti Justine Johnstone, William 'Stage' Boy, Charles K. Gerrard, Jessie Arnold. La fotografia era di Arthur T. Quinn, le scenografie di Robert M. Haas.
La sceneggiatura di Clara Beranger si basa sull'omonimo lavoro teatrale di Harry James Smith andato in scena al Lyceum Theatre di Broadway il 6 gennaio 1913 con Laura Hope Crews e H.B. Warner. Il film è un remake di Blackbirds del 1915, diretto da J.P. McGowan e interpretato dalla stessa Laura Hope Crews che era stata protagonista della commedia a teatro.

## Trama
Leonie D'Orville, membro dei Blackbirds, una famigerata banda di imbroglioni, si innamora di Nevil Trask, ignorando che l'uomo fa parte del Servizio Segreto e che è stato incaricato di proteggere un prezioso dipinto, lo stesso che lei sta tentando di rubare. Per mettere a frutto il suo piano, Leonie diventa amica dei Crocker, i proprietari del quadro, che la invitano nella loro casa. Fatto il colpo e sostituito il dipinto con una copia falsa, Leonie viene colta dal dubbio e si rifiuta di consegnare la refurtiva alla banda. Duval, capo dei Blackbirds, è inviperito e progetta di rubare lui l'opera d'arte, incastrando nel contempo Leonie. Trask, però, lo coglie sul fatto, arrestandolo. In questo modo, salva dalle accuse Leonie che ha deciso di sposare.

## Produzione
Alcune scene del film, prodotto dalla Realart Pictures Corporation, vennero girate al Central Park di New York, altre a Jacksonville e in altri siti della Florida.

## Distribuzione
Il copyright del film, richiesto dalla Realart Pictures Corp., fu registrato il 25 ottobre 1920 con il numero LP15726. Distribuito dalla casa di produzione, il film uscì nelle sale cinematografiche statunitensi il 4 dicembre 1920.
Non si conoscono copie ancora esistenti della pellicola che viene considerata presumibilmente perduta.